# Armbågning
Armbågning är ett slag med armbågen mot någons ansikte/övriga kroppsdelar (tex solarplexus, mage, bröstkorg) som används inom en rad kampsporter som till exempel thaiboxning och mixed martial arts.
När man armbågar så greppar man tag om handleden på valfri arm och slår mot tex näsan, hakan med armbågen. Det är känt som en lite mildare variant av dansk skalle men gör dock för det mesta mer skada än ett slag med näven.